# Arhopala interniplaga
Arhopala interniplaga är en fjärilsart som beskrevs av Embrik Strand 1913. Arhopala interniplaga ingår i släktet Arhopala och familjen juvelvingar. Inga underarter finns listade i Catalogue of Life.